# 水
水（化学式：H2O）是一种无机化合物，在常温且无杂质中是无色无味不导电的透明液体，也会通过蒸发产生气态的水蒸气（这种蒸发可以发生在任何温度下，同时取决于与空气接触的表面积和湿度差）。在标准大气压下，水的凝固点是0 °C（32 °F；273 K），沸点是100 °C（212 °F；373 K）。
水是宇宙中最常见的氢化物之一，也是最常见的氧化物——因为氢和氧分别是宇宙中第一和第三丰富的元素，是否含有液态水也是行星适居性的一个主要指标。水也是地球表面最重要的一种物质，大约占地球表面的75%~78%。水圈是生命起源的摇篮，在生物演化史中起到重要作用，也是绝大多数现存物种赖以生存的栖息地，自然界的水循环亦是决定气候状态和维系生物圈可持续性的关键因素。水也是生物身体最重要的组成部分，是细胞质和体液的主要成分，包括人类在内所有物种的新陈代谢也都将水作为必需的重要生理溶剂。人體內有大約百分之七十的质量是水，不同器官和组织的水份含量差別很大。
水在文化中也占有很重要的地位，科学、哲学、宗教、文学、美术、体育等都有其象徵。

## 概念
- 水体：

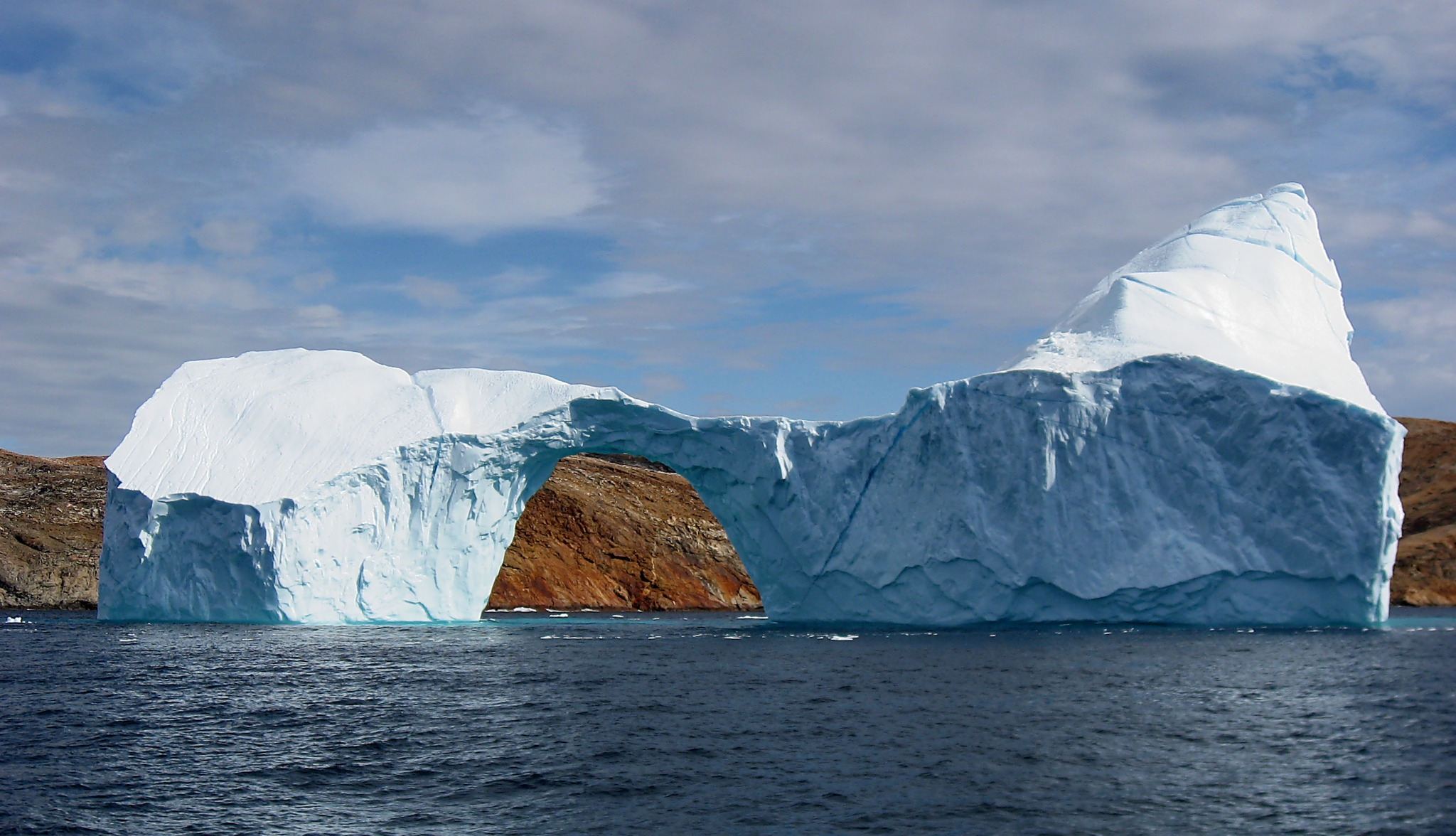
地球是已知唯一可以同时呈现水的三种状态的星球，比如图中的冰山（固态）、海水（液态）和水蒸气（气态，图中透明不可见），图中背景的云则是飘浮在大气层中的气溶胶（空气中悬浊的水珠）集合体

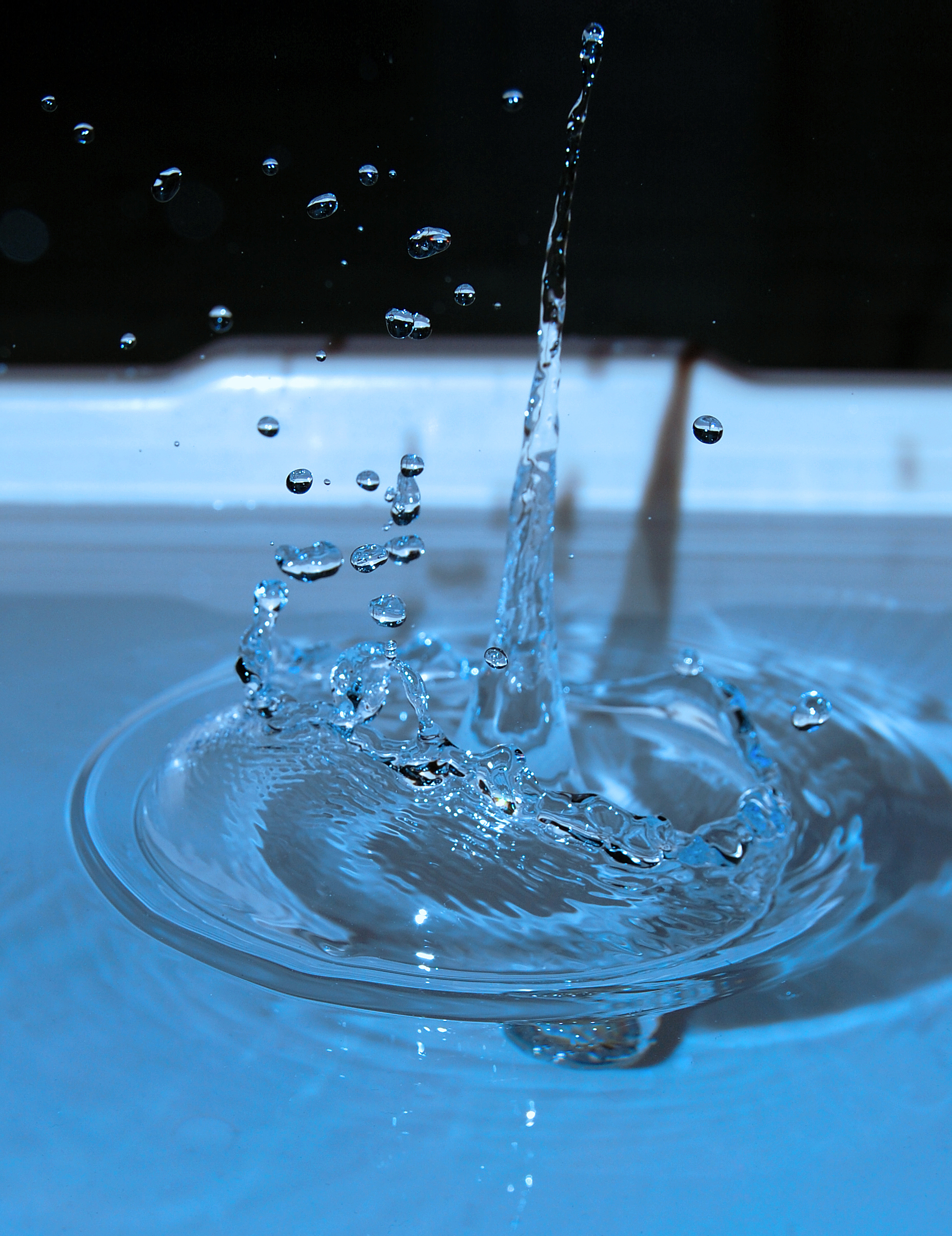
水的漣漪

  - 大的水体如：海水、冰山、冰川、地下水、地表水（河流、湖泊）等。
  - 小的水体如：水滴、云、露水、雨、雪、冰雹等。
- 饮用水：可供饮用的水。瓶装水用於個人使用和零售。
  - 矿泉水：由礦泉涌出或加工成的飲用水[3]。
  - 自来水：水厂供给用户的饮用水[4]。
  - 碳酸水：在壓力下將二氧化碳氣體溶入水中的飲料。
- 水质：水的化学、物理、生物和辐射性质。[5]
  - 硬度：水中所含钙和镁的总量[6]。分为：软水、中等硬水、硬水、极硬水。
  - 盐度：每一千克的水内的溶解物质的克数。分为：淡水（超純水、纯净水、蒸馏水）、盐水（半咸水、咸水、卤水）。生理盐水是指渗透压与血浆相等的氯化钠溶液。
- 水分子：
  - 结晶水：又称水合水。在结晶物质中，以化学键力与离子或分子相结合的、數量一定的水分子。
  - 重水的化学分子式为D2O，每个分子由两个氘原子和一个氧原子构成。重水在天然水中占不到万分之二，通过电解水得到的重水比黄金还昂贵。重水可以用来做原子反应堆的减速剂和载热剂。
  - 超重水的化学分子式为T2O，每个分子由两个氚原子和一个氧原子构成。超重水在天然水中极其稀少，其比例不到十亿分之一。超重水的制取成本比重水高上万倍。
  - 半重水的化学分子式为HDO，每个分子中含一个氢原子、一个氘原子和一个氧原子。

## 性质

### 物理性质
水在常温常压下为无色无味的透明液体。水的三相点是273.16K（611.73Pa下），临界点是647K（22.064 MPa下）。在临界点之上水无法存在液相及固相，而在临界点之下水蒸汽容易结成液相。纯水可以通过蒸馏作用取得，当然，这也是相对意义上的纯水，不可能绝对没有杂质。水是一种可以在液态、气态和固态之间转化的物质。
在20℃时，水的热导率为0.006 J/s·cm·K，冰的热导率为0.023 J/s·cm·K，在雪的密度为0.1×103 kg/m3时，雪的热导率为0.00029 J/s·cm·K。水的密度在3.98℃时最大，为1×103kg/m3，温度高于3.98℃时，水的密度随温度升高而减小，在0～3.98℃时，水不服从热胀冷缩的规律，密度随温度的升高而增加。水在0℃时，密度为0.99987×103 kg/m3，冰在0℃时，密度为0.9167×103 kg/m3。因此冰可以浮在水面上。水的定压摩尔热容会随温度变化，在 0℃ 时，水的定压摩尔热容为 {\displaystyle 75.817\;{\rm {J\cdot mol^{-1}\cdot K^{-1}}}}，在 20℃ 时，水的定压摩尔热容为 {\displaystyle 75.165\;{\rm {J\cdot mol^{-1}\cdot K^{-1}}}}，在 100℃ 时，水的定压摩尔热容为 {\displaystyle 75.541\;{\rm {J\cdot mol^{-1}\cdot K^{-1}}}}。
水具有很大的内聚力和表面张力，除汞以外，水的表面张力最大，并能产生较明显的毛细现象和吸附现象。纯水有极微弱的导电能力，但普通的水因含有少量电解质（如矿物质、溶解大气中二氧化碳形成的碳酸）而有较强的导电能力。

### 化学性质
水的热稳定性很强，当水蒸气加热到2000K以上时，也只有极少量的水离解为氢和氧。但水在通电的条件下（水电解）会离解为氢和氧。此電解的最低電壓限制為1.23伏特。
在自然界，纯水是罕见的，水通常多是含有酸、碱、盐等物质的溶液，习惯上仍然把这种水溶液称为水。水可以用来溶解很多种物质，是很好的极性无机溶劑，用水作溶劑的溶液，就称为水溶液。用“aq”作为记号，如“HCl(aq)”。特别需要注意的是，如果不作特殊说明，“xx溶液”，指的就是含有"xx"的水溶液。
当物质溶解于水时，离子化合物在水中发生电离，以离子态存在，这样的溶液一般是透明的。当分子溶于水时，有些可以与水发生反应，形成新物质，这些新物质溶解于水中，或者这些分子直接填补水分子间的空隙。这些分子、离子等都是溶质。一般来说，离子分子和极性分子诸如酸、酒精和盐类透過和水分子產生氫鍵而比较容易溶解在水中。
理论上，在298 K温度下的水的pH值为7。而事实上，纯水的制备是非常困难的。暴露在空气中的水会迅速的吸收二氧化碳，生成低浓度的碳酸(pH极限值为5.7)。云滴形成以及雨滴掉落的过程中，水也会吸收空气中CO2，因此大部分水都是弱酸性的。如果空气中氮氧化物和硫氧化物含量过高，就会导致酸雨。

## 分布

### 在地球上

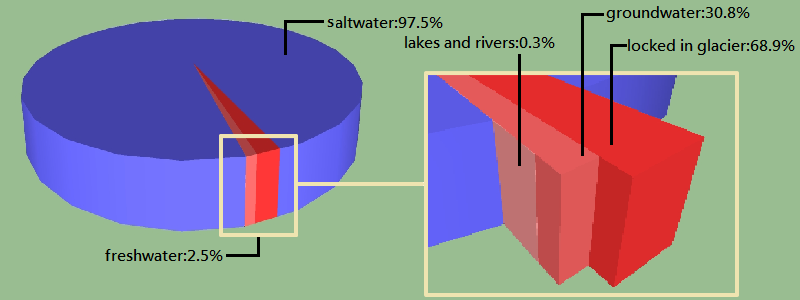
各種型態的水在地球上的分布情形

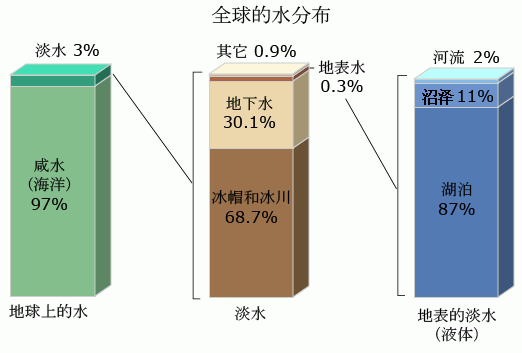
各種型態的水在地球上的分布情形

地球表层水体构成了水圈，包括海洋、河流、湖泊、沼泽、冰川、积雪、地下水和大气中的水。由于注入海洋的水带有一定的盐分，加上常年的积累和蒸发作用，海和大洋裡的水都是咸水，不能直接饮用。某些湖泊的水也是含盐水。世界上最大的水体是太平洋。北美的五大湖是最大的淡水水系。欧亚大陆上的裏海是最大的鹹水湖。
地球上水的体积大約有13.6亿立方公里。其中：
- 海洋佔1,320,000,000立方公里（即97.1%）；
- 冰川和冰盖佔25,000,000立方公里（即1.8%）；
- 地下水佔13,000,000立方公里（即1.0%）；
- 河流、湖泊以及內陆海裡的淡水佔250,000立方公里（即0.0018%）；
- 大气中的水蒸气在任何已知的時候都佔13,000立方公里（即0.00010%）。

地球是太阳系八大行星之中唯一由液态水所覆盖的星球。地球上水的起源在学术上存在很大的分歧，目前有几十种不同的水形成学说。有观点认为在地球形成初期，原始大气中的氢、氧化合成水，水蒸气逐步凝结下来并形成海洋；也有观点认为，形成地球的星云物质中原先就存在水的成分。另外的观点认为，原始地壳中矽酸鹽等物质受火山影响而发生反應、析出水分。也有观点认为，地球吸引的彗星和隕石是地球上水的主要来源。

### 在宇宙中
在银河系星云中被探明存在水，由于氢和氧是构成宇宙的主要元素，科学家认为其他星系中依然存在大量水。
星云尘埃凝聚，形成各种彗星、行星、矮行星及其卫星，水也在这些天体上。在太阳系中，水以固体形式存在以下天体：
- 月球
- 水星、海王星、火星
- 冥王星
- 天然卫星、如海卫一、木卫二

2015年9月28日，美国航空航天局宣布，在火星上发现季节性液态盐水。科学家预测液态水也极有可能在土卫二的表面。

## 水科学
- 水文学（英語：Hydrology）属于地理學，研究的是关于地球表面、土壤中、岩石下和大气中水的各種行為，包含水循環、含量、分布、物理化學特性、對物質影响以及与所有生物之间关系的科学。
- 水力学是研究以水为代表的液体机械运动规律及其在生产实践中应用的学科。[13]

## 意义与影响

### 对气候
水对氣候具有调节作用。大气中的水汽能吸收地面辐射量的60%，再以大气逆辐射的形式返回地面，从而对地面起到保温作用。水的比热容很大，海洋和陆地水體在夏季能吸收和积累热量，使气温不致过高；在冬季则能缓慢地释放热量，使气温不致过低。
雨雪等降水活动对气候形成重要的影响。海洋和地表中的水蒸发到天空中形成了云，云中的水通过降水落下来变成雨，零度以下则变成雪。由于不同的条件，水还会以冰雹、霧、露水、霜等形态出现并影响气候和人类的活动。

### 对地形
水覆盖71%地球表面，从空中来看，地球是蓝色星球。水侵蚀岩石土壤，冲淤河道，夹带泥沙，营造平原，改变地表形态。

### 对生物
大部分學說認為，地球上的生命最初是在水中出现的。水中生活着大量的水生植被等水生生物。
水是所有生物体的重要组成部分。人体中水占70%；而水母中98%都是水。在生物體中，水是一種緩衝的溶液，利用解離出的氫氧基(OH-)以及質子(H+)可以將外來少量的強酸或強鹼中和，如此可確保細胞中的蛋白質結構的完整性，而對酵素而言，在酵素的結構上需要維持一定的結構才具有活性。而經由上述案例可說明在生物體內需要利用水的化學及物理性質才可維持生物體結構(細胞型狀)及機能(如酵素活性)上的穩定。
水有利部分生物化学反应，维持其生理机能，如動物的消化作用及植物的光合作用。在生物体内还起到运输物质的作用，如血液中的血浆絕大部分都是水，有助於體內营养及氧的傳輸。由於水可以透過蒸發而降低溫度，因此水对于维持生物体温度的稳定起很大作用，如动物的汗液及植物的蒸腾作用。
植物在運送水分時，是利用水的氫鍵互相牽引所形成如水鏈狀結構，在植物專門運送水分的導管中形成氫鍵使水分子不會受到引力作用而掉落至導管管壁，再利用蒸散作用帶動水分向上運輸。在植物水分的運輸過程中充分的解釋了水的運輸牽涉於水的物理性質。
水的氢键使水成為特優的吸熱能力，水將大部份所吸收的熱，用來打斷氫鍵，因此不會增加液體的溫度，而水的比熱容在25℃時，大約是4200J kg−1 K−1，比其它液體普遍較高。因為有此項特質，生活在水中的有機體能得到水的保護，而不會因空氣中溫度的急遽變化而有致命的危險。

### 对人类
水是人类生活的重要资源，一天必需攝取2~3公升的水，並提供人们日常生活用水和工农业生产用水，特别是农业需要大量灌溉水。人类文明的起源大多都在大河流域，早期城市一般都在水边建立，以解决灌溉、饮用和排污问题。在人类日常生活中，水對於人類各方面的作用不可或缺。
随着科学技术的发展，人们兴修水利，与水涝害和洪水等自然灾害作斗争。因此形成了一些专门与水有关的研究领域，如水力学，水文科学，水处理等，甚而产生了以水为生的产业水產業。

## 水資源

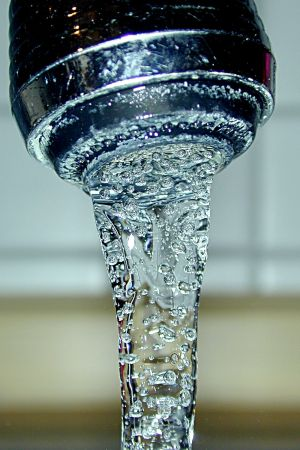
从水龍頭中流出的饮用水

水是地球上的任何生物、生命體的必需物質，缺水的土壤便無法孕育生物，淡水更是灌溉與孕育陸地生物的必要元素，淡水的來源、節約、儲存、利用是全球的重要議題。
地球上水总储量约为1.36x1018m3，但除去海洋等咸水资源外，只有2.5%为淡水。淡水又主要以冰川和深层地下水的形式存在，河流和湖泊中的淡水仅占世界总淡水的0.3%。
世界气象组织于1996年初指出：缺水是全世界城市面临的首要问题，估计到2050年，全球有46％的城市人口将面临着缺水问题。對於水资源稀少的地區來說，水已經超出生活資源的範圍，而成為戰略資源，由於水資源的稀有性，水戰爭爆發的可能性越來越高。
为了让全世界都关心淡水资源短缺的问题，第47届联合国大会决定将每年3月22日定为“世界水日”。
早期人們會抽取使用地下水，然而使用地下水會造成地層下陷並破壞地底結構，造成無法回復的永久性破壞，亦有可能阻斷地下水，所以許多國家立法禁止使用地下水，以避免各種永久性的損害。
海水淡化是其一種對策，但由於耗用能量過高及成本過高，多數海水淡化廠在建成後不久就因資金不足被迫關閉。在杜拜這個乾旱但富裕的地方，則利用這個方法取得淡水。

### 來源
淡水水資源的主要來源包括雨水、雪水、河水、淡化海水和地下水、回收水等。

#### 水循环
水循环（hydro-logical cycle）是水的自然循环过程。从蒸发到凝结再到蒸发，从云变成水，冰，再到水蒸气。地球上的水之所以一直留存，就是因为水循环。水循环通常是冰→水→云→水（→冰）的过程。

### 功用
人类生活和生产的方方面面都要使用到水資源。
- 農業用水：各種灌溉用水，動、植物用水。
- 工業用水：輕工業、重工業、機械工程、土木工程建築工程、高科技產業、能源產業皆須使用水資源。化学工业也非常多样化。一方面，它是无机和有机合成中必不可少的溶剂，反应介质或试剂。烷烃的蒸汽重整产生合成气[15]，蒸汽裂解产生非常有价值的烯烃（乙烯，丙烯）。它在基于丙烷和丙烯氧化的丙烯酸合成中也起着重要作用[16][17][18]。还正在深入研究以从水中生产过氧化氢[19][20][21]。
- 都市用水：村落用水，生物都需要水分，人類的生活亦須使用水。
- 觀光用水：美麗的风景和觀光區，皆需要使用水分。噴泉（包括音樂噴泉）以噴射水柱成為其中一個景觀。
- 沙漠灌溉用水：沙漠化是全球重要且困難的議題，沙漠化的原因在於水分的流失或缺少，因此要解決沙漠化問題，必須要有相當充足的水分灌溉並維持住水分。

### 儲存
- 河水：用建在河流與湖泊中的水庫儲存。
- 汙水：回收淨化後儲存。
- 雨水：收集儲存。
- 海水：淡化後儲存。

水資源的儲水、供水、分配和調節亦是全球的重要議題。

### 節約
- 生物的生活與水資源息息相關，然而在水資源的節約上，有很多的議題，例如廢水的回收与再使用（中水）、都市污水處理系統、雨水收集使用、各式省水器具(省水馬桶等)、大力推广农业滴灌种植技术。
- 水資源對於生物如此重要，水資源的節約是全球相當重要性的議題。

### 造水
因為水對生命非常重要，所以人類嘗試著根據水的基本特性以科學、技術、物理、化學、能量等各種方式來造水以增加水資源。

### 汙染

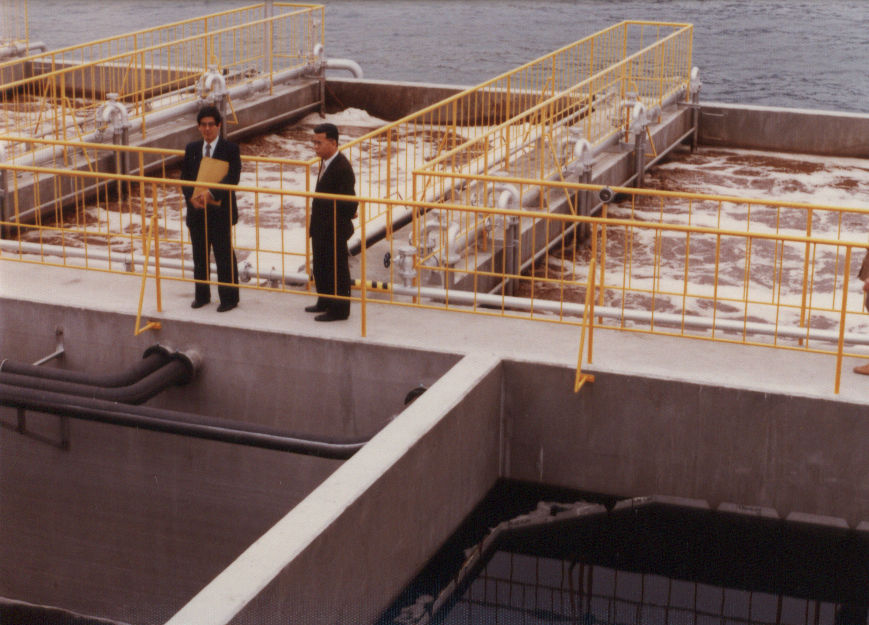
污水处理厂

水汙染即水體因某種物質的介入，而導致其化學、物理、生物或者放射性等方面特徵的改變，從而影響水的有效利用，危害人體健康或者破壞生態環境。水體中，最重要的指數是溶解氧。外來物質進入水體後，可以被微生物分解，被溶解氧氧化，這都要消耗一定的溶解氧，這叫做水體的「自淨能力」，如果外來物質太多，溶解氧被完全消耗，就是超過了水體的自淨能力，水中生物會因缺氧而窒息死亡或中毒，這就是污染狀態。
汙染的水若被生物飲用或灌溉，會嚴重的損害生物的健康，造成生物體被破壞、衰弱、生成疾病，嚴重者即失去生命。換言之，生物若飲用洁淨的水，可保持健康、促進循環。因此避免水汙染在全球是個重要的議題。为了解决这一问题，汙水處理等水汙染控制措施就变得十分必要。

## 水文化
人类很早就开始对水产生了认识，聖經創世紀記載，水是神創造萬物之前就存在的元素，「起初，神創造天地。地是空虛混沌，淵面黑暗。神的靈運行在水面上。」(創世記1:1-2)东西方古代朴素的物质观中都把水视为一种基本的组成元素。

### 古代世界观中的水
在文明的早期，人们开始探讨世界各种事物的组成或者分类，水在其中扮演了重要角色。古代西方提出的四元素说中就有水；佛教中的四大種也有水；中国古代的五行学说中水代表了所有的液体，以及具有流动、润湿、阴柔性质的事物。
老子認為，如果在世界上找一樣事物來描寫「道」，最適合的就是「水」。因此，在《老子》第八章：「上善若水。水善利萬物而不爭，處眾人之所惡，故幾於道。」水滋潤大地萬物，卻不爭奪顯赫的位置，处于大众讨厌的位置，去充滿低洼之地，所以就接近于道了。第七十八章又說：「天下柔弱莫過於水，而攻堅強者莫之能勝，以其無以易之。」指出柔弱勝剛強的道理。《荀子》：「水能載舟，亦能覆舟」，指出了君王與民眾的關系。

### 水崇拜
在從前，古人对于水兼有养育与毁灭能力、不可捉摸的性情，产生了又爱又怕的感情，而导致了水崇拜的出现。通过赋予水以神的灵性，祈求水给人类带来丰收和幸福。
中国传统上的龙王就是对水的神格化。凡有水域水源处皆有龙王，龙王庙、堂遍及全国各地。祭龙王祈雨是中国传统的信仰习俗。

## 参見
- 一氧化二氢恶作剧
- 供水
- 牛顿流体